# 纤细火绒草
纤细火绒草（学名：Leontopodium gracile）为菊科火绒草属下的一个种。

## 扩展阅读
維基物種上的相關：纤细火绒草